# Téflon
TEFLON ou Teflon-PTFE ou Téflon (abréviation de tétra-fluoroéthylène et ajout de la terminaison on des matières plastiques) est la marque déposée en 1945 du polytétrafluoroéthylène (PTFE) de la société américaine E.I. du Pont de Nemours and Company, passée dans le langage courant.
Ce polymère thermoplastique est thermostable, possède une grande inertie chimique et a un très grand pouvoir anti-adhésif.
L'acide perfluorooctanoïque (APFO, ou PFOA en anglais), connu aussi sous le nom de C8, est utilisé pour la synthèse du Teflon. Depuis 2006, il est considéré par le Parlement européen et le Conseil de l'Union européenne comme une substance extrêmement préoccupante, et est listé au nombre des polluants organiques persistants.

## Marques déposées de fluoropolymères
Autres marques déposées de fluoropolymères du même fabricant :
- Teflon-PFA désigne le perfluoroalkoxy (PFA), un copolymère translucide possédant des propriétés semblables au PTFE. Il est cependant plus facilement transformable que ce dernier (point de fusion inférieur) et supporte des températures jusqu'à 250 °C ;
- Teflon-FEP désigne le fluoroéthylène propylène (FEP), un copolymère de l'hexafluoropropylène et du tétrafluoroéthylène. Ses propriétés sont semblables à celles du PFA. Il supporte cependant des températures jusqu'à 205 °C.

Ces trois polymères spéciaux ont des compositions voisines. Comme l'éthylène tétrafluoroéthylène (ETFE) (marque déposée Tefzel de DuPont), ils sont très utilisés en verrerie de laboratoire.

## Histoire

### Découverte accidentelle
Le polytétrafluoroéthylène a été découvert par sérendipité en avril 1938 par un chimiste de 27 ans, Roy Plunkett, qui travaillait au Jackson Laboratory, un laboratoire situé dans le New Jersey et appartenant à la société chimique américaine E.I. du Pont de Nemours and Company.
Roy Plunkett travaillait sur la mise au point d'un nouveau réfrigérant et avait voulu refroidir dans de la neige carbonique un gaz, le tétrafluoroéthylène (C2F4). Ce gaz quasi inodore, une fois polymérisé devient le PTFE ((C2F4)n), blanc.
Il constata accidentellement que le gaz polymérisait et devenait une poudre cireuse et blanche, soluble dans quasiment aucun solvant, qui résistait à une température de 260 °C et révélait des propriétés antiadhésives exceptionnelles.

### Développement
Pour sa première application, le PTFE fut utilisé par l'armée américaine pendant la Seconde Guerre mondiale dans le cadre du projet Manhattan, destiné à mettre au point la bombe atomique. Le PTFE servait à réaliser des joints d'étanchéité, utilisés pour la production de l'uranium 235, le PTFE étant seul capable de résister aux acides corrosifs utilisés dans la production de l'uranium. Le PTFE étant alors extrêmement coûteux, les faibles quantités commandées à DuPont étaient conservées dans le coffre-fort d'une banque.
E.I. du Pont de Nemours and Company commercialisa le Téflon en 1945 et lança une grande campagne commerciale qui permit de tripler les ventes du polymère entre 1954 et 1960.
Les débuts du Téflon pour des ustensiles de cuisine datent de 1951 aux États-Unis, avec une poêle à frire.
En Europe, un ingénieur français, Marc Grégoire (en), pêcheur dans son temps libre, cherchait à former des mandrins de cannes à pêche en fibres de verre. Il appliquait un revêtement de Téflon à ses moules pour que les mandrins se défassent plus facilement. Pour coller le Téflon au moule, très difficile à fixer puisque glissant, il eut l’idée d’attaquer le moule à l’acide avant d’appliquer le revêtement. Ceci créait des porosités plus étroites à la surface du matériau parce que plus profondes, qui permettaient de fixer le Téflon mécaniquement : la substance entrait dans les porosités à l’état liquide, et en se durcissant adhérait au support.
Colette, la femme de Marc Grégoire, au courant des expériences de son mari sur les revêtements antiadhésifs, lui demanda d’utiliser sa découverte pour empêcher le lait, qu’elle faisait bouillir pour ses trois enfants, de coller au fond de ses casseroles. Ainsi Marc Grégoire partit acheter des casseroles dans un magasin local. Le magasin n’avait plus de casseroles, mais pour ne pas rentrer les mains vides, il acheta une poêle en aluminium. C’est ainsi que la première poêle en aluminium anti-adhésive fut créée. Il protégea ensuite son invention en déposant plusieurs brevets.
Il essaya ensuite de vendre son invention à différents producteurs, sans succès : la poêle à frire était considérée comme un bien d’équipement, acheté lorsqu’un foyer était fondé, puis passé de génération en génération, en renouvelant occasionnellement son revêtement. Les producteurs n’avaient donc qu’un intérêt très limité dans cette innovation. Marc Grégoire décida alors de produire ses poêles antiadhésives lui-même : il créa la marque Tefal en 1956, contraction de « Téflon » et « aluminium ».
La nouvelle marque connut un succès important, même international peu après l’élection de John F. Kennedy. En effet, au printemps 1961, Jackie Kennedy, la femme du président, mit en avant la marque Téfal en se faisant photographier, sortant d’un magasin Macy's, avec une poêle Tefal à la main. En conséquence, les poêles de la marque se vendirent par millions aux États-Unis, contraignant même Tefal à faire livrer ses poêles par avion aux États-Unis.
En France, comme en Italie (où des accidents ont eu lieu dans les années 1960), une usine (Résines Fluorées Soreflon) a été créée, liée commercialement à DuPont USA, laquelle sous[Quoi ?] la responsabilité de PCUK (Pechiney), puis d'Atochem, à Pierre-Bénite dans le Rhône. Aucun incident n'a été constaté depuis le Fréon, matière première gazeuse en bonbonnes renforcées, jusqu'aux particules de tétrafluoroéthylène polymérisées, solide sec ou particules en dispersion dans l'eau, dans une chaîne longue de transformation du produit gazeux. L'extrait gazeux est distillé dans de hautes colonnes, ceinturées de parois en béton, puis le gaz purifié est polymérisé sous haute pression avec un catalyseur spécial dans des autoclaves également fortifiés. Des analyses chimiques en phase gazeuse sont réalisées tout au long du processus de fabrication, et le comportement mécanique du produit fini est testé selon des normes. La plupart des produits obtenus sont directement gérés commercialement par DuPont. Le produit sec en poudre est mis en fûts, et le produit dispersé en émulsion aqueuse avec un agent mouillant en bidons. Ces produits sont très inertes et ainsi ne représentent pas de danger immédiat. Toutefois, une décomposition à haute température du Téflon représente une grande toxicité pour l'homme, en raison de l'acide fluorhydrique et des produits fluorés émis.
DuPont a dû étudier des procédés pour l'utilisation industrielle du Téflon, ce dernier étant si glissant que son adhésion aux autres matériaux est très difficile. Le Téflon a donc d'abord été appliqué par couches successives, comme de la peinture, avant que des modifications chimiques ne le rendent plus facilement utilisable[Lesquelles ?]. Un agent mouillant permet une dispersion de la poudre dans l'eau. Des moules pressant une pièce qui ira en four quelques minutes permettent à la poudre compressée de prendre une forme définie, avec toutefois un dégagement odorant nécessitant une évacuation contrôlée des gaz du four.
Aujourd'hui, le Téflon est utilisé dans l'automobile, l'aviation, l'espace, l'électronique, la médecine, le photovoltaïque, le bâtiment, etc.
En 2006, une lentille liquide miniature à base de Téflon Arctic a été mise au point pour les caméras de téléphones mobiles, les webcams, les lecteurs de code-barres. Elle évite toute pièce mécanique mobile et offre d'excellentes performances en termes de temps de réponse, de qualité d'image et de coût.
En 2010, DuPont a lancé une nouvelle génération de revêtements antiadhérents qui permet une meilleure résistance aux agressions, une longévité accrue et un impact environnemental plus faible.

## Domaines d'application

### Cuisine
Ce matériau est utilisé comme revêtement antiadhésif pour les poêles et autres ustensiles de cuisine. Le précurseur de ce système est Tefal (Teflon Aluminium) qui fut le premier utilisateur du brevet de E.I. du Pont de Nemours and Company.
Le Téflon (PTFE) à proprement parler ne serait pas cancérigène, d’après l’American Cancer Society. Seules les vapeurs de Téflon pourraient être létales pour les oiseaux, mais ne provoqueraient toutefois que des symptômes grippaux chez l’humain. Lors d’une utilisation normale de poêles revêtues de Téflon, c’est-à-dire sans trop les laisser chauffer, il reste parfaitement inerte. Le Téflon commence à se détériorer à partir de 260 °C et se décompose à 350 °C.
Les poêles revêtues de Téflon sont probablement dangereuses pour la santé, du fait de la présence de traces de PFOA, ou AFPO (acide perfluorooctanoïque), un tensioactif utilisé dans la production du Téflon pour éviter les agglomérations. Ce composé est hautement toxique est considéré depuis 2013 comme une substance dangereuse prioritaire par le Gouvernement norvégien. Ce produit irritant dans le cas d'expositions répétées est un cancérigène avéré pour l'animal, et a été classé en conséquence cancérogène du groupe 1 (cancérogène certain) par le Centre international de recherche sur le cancer, agence de l'OMS, en 2023. Indéfiniment persistant dans l'environnement qu'il a largement contaminé, le PFOA est une substance qui se dégrade très peu : elle a une demi-vie de 5,4 ans.

### Textile
Le Gore-Tex, marque brevetée, par la société W.L. Gore & Associates. Imperméable et respirant, ce tissu principalement utilisé dans les activités sportives de plein air, est composé de polytétrafluoroéthylène (PTFE) étiré, aussi connu sous la marque Téflon.

### Fer à repasser
La semelle de certains fers à repasser est revêtue de Téflon.

### Cigarette électronique
Le Téflon est utilisé dans la fabrication de certains embouts de cigarette électronique (en anglais : drip tip), car il s'encrasse peu et offre un meilleur confort aux lèvres.

### Optique
Le Téflon peut être conjugué aux traitements antireflets sur les verres correcteurs pour rendre ces derniers plus résistants aux rayures et aux salissures. En France, le seul fournisseur de verres ophtalmiques à proposer ce type de traitement est Sola (Carl Zeiss Vision) sous le nom de Teflon Easycare.

### Médecine
En chirurgie cardio-vasculaire, le Teflon est utilisé pour renforcer les sutures lors des plasties ou des remplacements valvulaires cardiaques.
Il existe également des prothèses vasculaires en PTFE permettant de faire des pontages vasculaires lorsqu'aucune veine n'est disponible. Les résultats sont bons mais les prothèses sont plus sujettes aux infections que les pontages veineux.

### Plomberie
Ce matériau est utile pour étancher les raccords filetés. On enroule une bande de Téflon sur plusieurs tours dans le sens du filetage dans toute sa longueur sur le raccord mâle, pour ensuite le visser dans le raccord femelle.

### Lubrification
Le Téflon est utilisé dans la lubrification, notamment par une société néerlandaise (Interflon) qui est la première à utiliser le faible coefficient de friction du Téflon (0,02) pour limiter l'usure entre les pièces mécaniques en mouvement (paliers DTS10).
On retrouve entre autres des additifs moteur pour économiser le carburant, des cires de glisse, des graisses ou autres lubrifiants polyvalents adaptés aux mécanismes à lubrifier.
La lubrification au Téflon est cinquante fois plus efficace qu'une huile, tant par sa durée de vie utile que par sa résistance aux éléments eau, acide ou froid.

### Chimie
Le Téflon est utilisé en chimie notamment dans les robinets des ampoules à décanter ou à addition. En effet, ce matériau ne nécessite pas de graissage contrairement au verre fritté traditionnellement utilisé, ce qui limite les pollutions d'échantillons par la graisse.
On retrouve également le Téflon dans la fabrication de matériels de laboratoire comme les béchers et les ballons. Le Téflon permet l'analyse de traces dans de bonnes conditions en évitant un éventuel relargage (de composés métalliques par exemple) par le verre.
Il est également apprécié pour les prélèvements de volatils, notamment par purge and trap ou piégeage dynamique, pour sa grande inertie vis-à-vis de ce type de molécules.
Il sert à fabriquer des conteneurs pour l'acide fluoroantimonique, l'acide le plus puissant connu à ce jour, car il est le seul matériau connu à lui résister.

### Architecture
Le Téflon est utilisé en toiture, par exemple :
- le Stade Océane du Havre est doté d'une enveloppe extérieure bleue composée de ce matériau. Lors de la pose, de nombreux plis sont apparus. Ils seront corrigés et l'enveloppe lissée par la suite[réf. nécessaire] ;
- les toitures du centre Pompidou-Metz et du stade Soccer City de Johannesbourg sont recouvertes d'une membrane à base de Téflon étanche et résistante à toute condition météorologique.

Pour la construction de la Fondation d'entreprise Louis-Vuitton, des appuis glissants en polytétrafluoroéthylène (PTFE) dans la charpente métallique ont été utilisés afin de donner un degré de liberté à celle-ci.

### Hyperfréquences
Le Téflon est utilisé comme diélectrique quasi parfait à très faibles pertes dans divers dispositifs où un diélectrique solide est utile plutôt que l'air qui par exemple emplit d'ordinaire les guides rectangulaires métalliques. Par exemple, le Téflon est utilisé comme substrat pour ligne microruban. Sa constante diélectrique relative est alors de l'ordre de 2,1 et la tangente de son angle de perte de l'ordre de 10−4 à 10 GHz[réf. souhaitée].

### Câbles électriques pour températures extrêmes
Il permet la fabrication de fils et câbles électriques pour conditions extrêmes. L'isolant en Téflon permet de supporter des températures de −90 à 260 °C.
Il est utilisé par exemple pour le câblage en atmosphères chaudes ou froides (cryogénie), en ambiances agressives (humidité, produits chimiques, etc.), dans l'aéronautique, mais aussi d’appareils électriques chauffants, de circuits d’allumage et le câblage de sondes thermorésistantes.

### Autres
Il est aussi utilisé sur les sièges de tiges de vannes pneumatiques pour assurer l'étanchéité à la fermeture des vannes, sa haute tenue en température (proche de 250 °C) lui permet de supporter le passage de gaz à haute température.

## Radiolyse
Malgré ses propriétés exceptionnelles (caractère inerte et propriétés anti-adhésives), le téflon est très sensible à la radiolyse et ne résiste pas à l'exposition aux radiations gamma et alpha. Il se décompose et tombe en poudre sous l'effet de ces rayonnements. L'usage du Téflon est par conséquent proscrit en radiochimie et pour les applications sensibles aux radiations ionisantes.

## Recyclage
Le Téflon usagé se récupère par abrasion selon différentes méthodes telles qu’avec des oxydes d’aluminium, des plaquettes en métal, du bicarbonate de sodium, des coquilles de noix, ou par sablage. Le Téflon récupéré est mélangé avec du Téflon pur.

## Toxicité et pollution
Le problème du Teflon sur la santé humaine est apparu à la fin des années 1990 sur la scène internationale. Il a été constaté une concentration sensiblement élevée d'acide perfluorooctanoïque (AFPO, ou PFOA en anglais), utilisé pour la synthèse du Teflon, dans le sang des personnes vivant à proximité d'une usine de l'entreprise DuPont produisant du Teflon depuis les années 1950, basée dans l'État de Virginie-Occidentale (États-Unis d'Amérique). La contamination de l'eau potable dans la même zone a été confirmée par les fournisseurs d'eau potable des communes alentour. 
À la suite d'une plainte déposée contre la société DuPont par les six communes concernées, la société DuPont a été condamnée au paiement d'une importante indemnisation. En conséquence du procès, une étude conséquente, C8 Health Project, a été conduite en 2005-2006 par une société indépendante, Brookmar Inc., sur l'effet toxicologique du PFOA sur les humains. L'analyse des échantillons de sang prélevés sur environ 69 000 personnes vivant à proximité de l'usine DuPont a démontré qu’une exposition prolongée au PFOA et un taux élevé de PFOA dans le sang favorisent l'hypercholestérolémie, les maladies inflammatoires chroniques de l’intestin (colite ulcéreuse), les maladies de la thyroïde, les cancers des testicules et des reins, ainsi que la prééclampsie et l’hypertension pendant la grossesse.
Les preuves scientifiques confirmant le lien entre une exposition aux PFAS et les effets sur la santé humaine restent toutefois à ce jour limitées, mais les études réalisées fournissent un corpus d'analyse qui permet de supposer que les différents PFAS ont des impacts sur la santé humaine, parmi lesquels[réf. nécessaire] : 
- Taux élevés de cholestérol dans le sang
- Augmentation du taux d’acide urique dans le sang
- Fonction rénale réduite
- Modifications de la réponse immunitaire
- Taux modifiés d’hormones thyroïdiennes et sexuelles
- Diminution de la fécondité chez les femmes
- Début des menstruations à un âge plus tardif chez les filles et ménopause plus précoce
- Poids plus faible des nourrissons à la naissance.

En 2010, une étude scientifique a montré une corrélation entre la présence de PFOA et d'acide perfluorooctanesulfonique (PFOS) dans le sang et une élévation du taux de cholestérol.
Dark Waters, sorti en 2019, est un film qui retrace le procès de DuPont vu par les yeux de l'avocat Robert Bilott, qui a dénoncé les pratiques de l'entreprise DuPont en Virginie-Occidentale. 
En 2009, les laboratoires DuPont qui commercialisent le Téflon ont été condamnés à payer plus de seize millions de dollars aux autorités sanitaires des États-Unis pour avoir dissimulé certains risques potentiels.

### Pollution environnementale

#### Gaz à effet de serre
Un effet indirect du PTFE est le fait qu’il peut produire des gaz à effet de serre dans l’atmosphère lorsqu'il est chauffé. En effet à 600 °C il y a production de polyfluorobutène (PFB) et à 650 °C de tétrafluorure de carbone (CF4). Ces dernières molécules possèdent des liaisons covalentes qui sont polarisées, absorbant la lumière du soleil reflétée (parmi 30 % de la lumière qui est reflétée, 15 % est absorbée par ces gaz à effet de serre par les vibrations de cisaillement de la molécule).
Le problème du CF4 et du PFB est que ces molécules possèdent un temps de vie très élevé (par exemple 50 000 ans pour le CF4) et une puissance relative de réchauffement de la planète par kilogramme intégré pour 100 ans de 6 500. Si on comparait à ce que contribue le CO2, il possèderait un temps de vie mille fois plus long. Le taux de croissance annuelle augmente de 2 % pour le CF4 comparativement au CO2 qui est de l’ordre de 0,4 %.
Problème : l'usage des chlorofluorocarbures (CFC) ayant été banni depuis 1989 par le Protocole de Montréal, ceux-ci ont été remplacés par d’autres contribuants (par exemple CF4) non moins puissants en potentiel de réchauffement et possédant cette fois-ci un temps de résidence cinq cents fois plus long.

### Polluant organique persistants
Le PFOA est problématique pour l'environnement car il ne se dégrade pas ou difficilement. Le PFOA fait partie des polluants organiques persistants (POP), c'est-à-dire qu'il ne se décompose pas ou peu dans la nature. Le PFOA a été retrouvé au pôle chez les ours polaires, chez des poissons, chez l’humain et dans tous les océans du monde. Le PFOA est bioaccumulable et bioamplifiable.
Ainsi, en 2006, l’Environmental Protection Agency (EPA) américaine a lancé le stewardship program afin de réduire les émissions et les contenus des produits en PFOA de 95 % (par rapport aux valeurs de 2000) avant 2010. Ce programme concerne huit entreprises (qui représentent ensemble la majorité du marché), dont DuPont, et elles ont toutes atteint cet objectif.
En 2008, des études permettant la dégradation du PFOA sont en vigueur dans le monde. En fait, les études montrent la dégradation du PFOA en présence de Fe(III) et sous lumière UV à 254 nm. Ainsi des analyses chimiques liées à la production du PTFE sont de plus en plus demandées dans le monde. Donc, le domaine de la chimie environnementale analytique est en plein essor.
À ce jour, ce produit chimique n'est pas accepté par l'EPA.

### Aspects analytiques
L'APFO provient de la décomposition du polytétrafluoroéthylène à 360 °C. Ce composé est réputé par sa toxicité accrue et son effet cancérigène chez l’humain et chez les animaux. Il est préoccupant puisqu’il persiste dans l’environnement et s’accumule dans le corps humain. Cependant, différentes méthodes d’analyses ont été mises au point afin de déterminer et quantifier ces composés dans différents milieux (eaux, sang, sérum, foie, plasma, sols, air, ustensiles de cuisine, etc.).

#### Analyse dans les eaux
Des analyses d'APFO et d’autres composés PFC[Lesquels ?] ont été effectuées dans le bassin du fleuve Pô en Italie dans le courant de l’année 2006, afin de déterminer les concentrations d'APFO déversé dans la mer Adriatique. La méthode d’analyse utilisée dans ce cas-ci est l'extraction en phase solide (SPE) et la chromatographie liquide couplée à la spectrométrie de masse en tandem (en) (LC-MS/MS). La SPE est une technique de préparation d’échantillon fondée sur l’adsorption sélective des analytes sur une surface solide. La LC/MS/MS permet de faire la séparation et la quantification des composés. L’avantage de cette méthode est qu’elle permet de faire le dosage simultané de substances de structures différentes. Elle est dotée d’une grande sensibilité, d'une spécificité accrue et de très hautes sélectivité, rapidité, d'un bon rapport signal/bruit, d'une exactitude et d'une précision inégalées, d'une basse limite de détection, mais elle est coûteuse.
Ces analyses ont été faites sur des échantillons d’eau provenant de différentes rivières collectées entre février et mars 2007. Elles révèlent de fortes concentrations d'APFO dans la rivière Tánara dans le courant de l’année 2007, soit 1 270 ng/l, et des concentrations variant de 60 à 337 ng/l dans le fleuve Pô dans le courant de l’année 2006 selon la date d’échantillonnage. La limite de détection pour les analyses d'APFO est de 100 pg/l. À partir de ces concentrations et du débit des rivières, la quantité d'APFO déposée dans la mer Adriatique (une partie de la mer Méditerranée) a été déterminée pour l’année 2006 à environ 0,3 kg/h, ce qui équivaut à environ 2,6 t/an.

#### Analyse dans les tissus
Des analyses ont été faites pour la détermination des acides perfluorocarboxyliques (APFC, PFCA en anglais) en utilisant la chromatographie gaz-liquide (GLC en anglais) avec un détecteur à capture d'électron (en) (ECD). Cette analyse a permis d’extraire efficacement l'APFO, l'acide perfluorononanoïque (APFN) et l'acide perfluorodécanoïque (APFD) dans le foie des rats méthylés avec le diazométhane CH2N2 puis séparés par GLC. Les concentrations d'APFD déterminées dans le foie de rat 24 heures après une dose administrée de 20 mg/kg de poids corporel était de 113,9 ± 11,4 µg/g de foie.

## Actions en justice
Au début des années 1980, la société DuPont acheta une surface de 66 acres (26,7 ha) près de Parkersburg qui fut convertie en dépôt pour les déchets d’une de ses usines dans la région, nommée Washington Works. Après aménagement de la zone, DuPont commença à rejeter de l'acide perfluorooctanoïque (PFOA), substance toxique utilisée dans la production du Téflon, dans la rivière Ohio. Le PFOA contamina aussi la réserve d’eau potable de la région à travers des « puits de digestion », des fossés où la substance était stockée, approfondis au fur et à mesure que la quantité de déchets augmentait. En 1990, plus de 7 100 tonnes de PFOA furent déversées dans l’eau.
Un fermier de la région, Wilbur Tennant, remarqua que la santé de ses vaches s’était nettement détériorée depuis l’installation du dépôt près de sa ferme. Ami de la locataire d’une ferme à proximité, l’avocat Robert Bilott accepta la demande de Wilbur Tennant et lança un procès fédéral à l’encontre de DuPont en son nom. Grâce à une lettre de DuPont à l’Environmental Protection Agency (EPA) mentionnant la présence de PFOA dans le dépôt de Parkersburg, il obtint une ordonnance forçant DuPont à lui donner accès à l’intégralité de leurs documents au sujet de la molécule. C’est dans ces documents que Bilott découvrit que DuPont avait depuis quarante ans secrètement mené des recherches sur les propriétés nocives du PFOA sans jamais les publier et avait continué à rejeter cette substance dans l’environnement en connaissance de cause. Lors de ses recherches, la société avait notamment découvert les propriétés cancérigènes du PFOA, les concentrations dangereusement hautes dans l’environnement avoisinant et dans le sang de leurs ouvriers, et même une alternative moins toxique au PFOA qu'ils avaient décidé de ne pas utiliser par crainte de réduire leurs profits, la production de matériaux contenant du Téflon leur rapportant un milliard de dollars par année à cette époque.
En 2001, Bilott lança un recours juridique contre DuPont, rendant l’affaire publique. Il accusa la société d’avoir contaminé plus de 70 000 personnes dans six districts différents. En 2004, DuPont dut régler le recours : un total de 70 millions de dollars fut payé aux différents districts touchés et la société s’engagea à installer des stations de filtration des eaux dans les six districts touchés. Une enquête sur la contamination du sang des habitants de la région, financée par DuPont, fut aussi menée. En 2011, l’étude comprenant près de 70 000 échantillons sanguins aboutit : le CIRC établit le PFOA comme un cancérigène de groupe 2B (« potentiellement cancérigène pour l’homme »).
Avant ce procès, aucune limite légale pour la concentration du PFOA dans l'eau n'était établie aux États-Unis. Depuis, une limite de 0,07 parties par milliard (ppb) a été fixée.
Le long combat de 20 ans de l'avocat Robert Bilott est relaté dans le film Dark Waters réalisé par Todd Haynes en 2019.
En 2019, Robert Bilott lança une nouvelle action contre les entreprises chimiques 3M, DuPont et Chemours, une spin-off de DuPont, accusées d'avoir sciemment dissimulé pendant plus de 20 ans les risques associés à ces substances. L'action vise à obtenir le statut de recours collectif au nom de toutes les personnes vivant aux États-Unis qui ont été exposées non seulement au PFOA, mais aussi à des composés apparentés connus sous le nom de PFAS, abréviation de l'anglais per- and polyfluoroalkyl substances. Ces produits pratiquement indestructibles s'accumulent dans le corps humain et dans l'environnement. Elles sont responsables d'une famille de risques de santé publique, notamment l'affaiblissement du système immunitaire, le dysfonctionnement du foie et des malformations congénitales.